# پیتر آندریاس هایبرگ
پیتر آندریاس هایبرگ،(انگلیسی: Peter Andreas Heiberg) (زاده ۱۶ نوامبر ۱۷۵۸ در ووردبورگ – درگذشته ۳۰ آوریل ۱۸۴۱ در پاریس) یک نویسنده دانمارکی بود.
پیتر آندریاس هایبرگ، در سال ۱۷۷۷ میلادی، در آزمون رسمی لغت‌شناسی شرکت کرد، اما چند سال بعد، احتمالاً به دلیل بدهی، مجبور شد به سوئد فرار کند. در سوئد، وی ابتدا به ارتش ملحق می‌شود. اما یکی از عموهای پدری او که خادم کلیسا بوده‌است، به وی یاری کرده و بعد از پرداخت مبلغ بدهی، پیتر آندریاس هایبرگ، را از ارتش بازخرید می‌کند.

## سکونت در برگن
عموی هایبرگ، که ساکن برگن بوده، پیتر آندریاس هایبرگ، را به برگن دعوت می‌کند. به این ترتیب در سال ۱۷۸۲ وی به برگن، نزد عموی خود رفته و تا سال ۱۷۸۵ در آنجا زندگی می‌کند و سپس به کپنهاگ، بازمی‌گردد. در دانمارک، پیتر آندریاس هایبرگ، در سال ۱۷۸۷ با انتشار یک نشریهٔ طنز وارد حرفه نویسندگی می‌شود.

## آغاز نویسندگی
پیتر آندریاس هایبرگ، در آثار و نوشته‌های طنزآمیز خود بیشتر، از کاستی‌ها و نابرابری‌های مختلف در جامعه انتقاد می‌کند. اشراف، رقابت بر سر تصاحب عنوان و غیره را مورد حمله قرار می‌دهد.
در آن زمان نقل لطایف خنده دار در مجالس مهمانی بسیار باب بود، اما شهرت پیتر آندریاس هایبرگ، به خاطر تبدیل این لطیفه‌های مجلسی به یک ابزار سیاسی بود. در نشریهٔ دیگری که در سال ۱۷۹۸ در دانمارک منتشر می‌شد، پیتر آندریاس هایبرگ، به همین طریق حکومت مطلقه را مورد انتقاد قرار می‌دهد. امری که تا آن زمان کمتر سابقه داشته و بلکه بی‌سابقه بوده‌است.
در نشریهٔ بعدی خود به نام (حقیقت) پیتر آندریاس هایبرگ، به روشنی و به شکلی هدفمند، افراد و روابط مشخصی را آماج طنز گزنده خود قرار می‌دهد.

## اخراج از دانمارک و پایان عمر
این طنز گزنده که افراد قدرتمند و مشخص، از جمله اعضای دولت را هدف قرار می‌داد سرانجام در یک مورد موجب شکایت شد. کار به دادگاه کشیده شد و نهایتاً دادگاه در سال ۱۷۹۹ به اخراج پیتر آندریاس هایبرگ، از دانمارک حکم صادر کرد.
در فوریهٔ سال ۱۸۰۰ میلادی، پیتر آندریاس هایبرگ، برای همیشه دانمارک را ترک کرد و به فرانسه رفت. وی در فرانسه مدتی به عنوان مترجم در وزارت امور خارجه مشغول به کار بود. درهمین حدود زمانی بود که پیتر آندریاس هایبرگ، از همسرش جدا شد. وی سالهای آخر عمر را در نابینایی و فقر در پاریس سپری کرد.
پیتر آندریاس هایبرگ، همه نوشته‌های بعدی خود را به زبان مادری در نروژ منتشر کرده‌است.